# Рајдот (Илиноис)
Ридот (енгл. Ridott) град је у америчкој савезној држави Илиноис.

## Демографија
По попису из 2010. године број становника је 164, што је 5 (3,1%) становника више него 2000. године.
| Група             | 2000.        | 2010.       |
| Белци             | 159 (100,0%) | 157 (95,7%) |
| Афроамериканци    | 0 (0,0%)     | 4 (2,4%)    |
| Азијати           | 0 (0,0%)     | 0 (0,0%)    |
| Хиспаноамериканци | 0 (0,0%)     | 1 (0,6%)    |
| Укупно            | 159          | 164         |